# Pieter Boel
Pieter Boel (Anvers, 1626 - París, 1674) va ésser un pintor flamenc de natures mortes. Va viatjar probablement a Itàlia l'any 1650 i el 1668 va treballar per a Charles Le Brun al seu primer taller de tapisseria.

## Biografia
Boel era fill d'una família d'artistes d'Anvers. El seu pare era el gravador Jan Boel, i el seu germà era el també gravador Quirin Boel II. Va realitzar els seus primers passos artístics de la mà del seu pare i del paisatgista Jan Fijt, i entre 1650 i 1651 consta com a membre del gremi de Sant Lluc d'Anvers com a wijnmeester o mestre de vi, un títol reservat als fills dels membres del gremi. Boel probablement va viatjar a Itàlia al voltant de 1640 o 1651, visitant Gènova (on va estar-se a casa del seu oncle, el pintor i marxant d'art Cornelis de Wael) i Roma.
Després de 1668, Boel es va traslladar a París, on va treballar per Charles Le Brun. Tingué dos fills (Jan Baptist II i Balthasar-Lucas), que foren els seus deixebles, així com ho fou David de Koninck.

## Obra

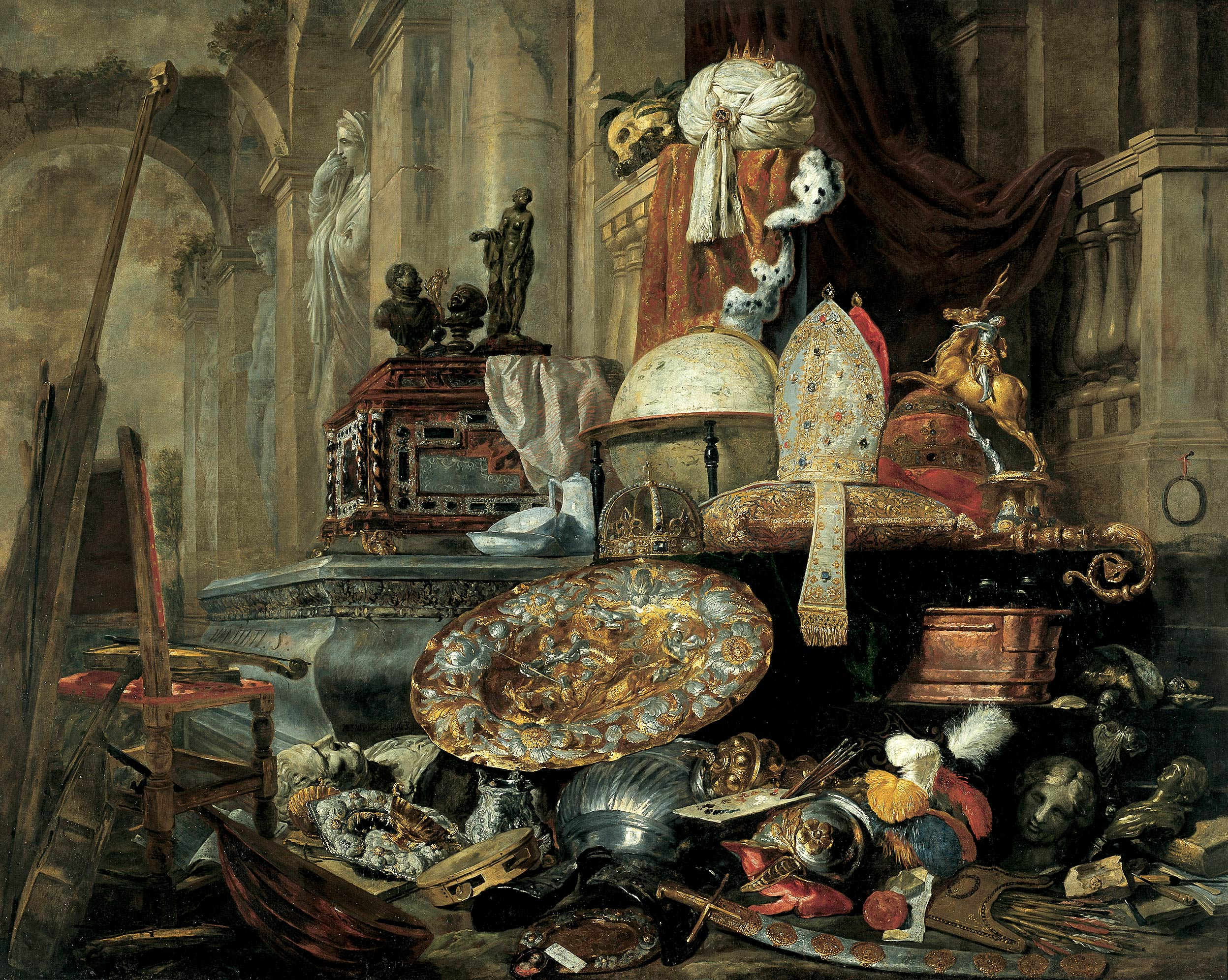
Natura Morta, una de les millors obres de Boel, conservada al Palau de Belles Arts de Lille, 1663

Boel va pintar principalment natures mortes, tant de temàtica floral com de caça o d'animals en general, d'armes o vanitas. No obstant això, també va pintar alguns paisatges. Com que la majoria de les seves obres no estan datades, resulta complicat establir una cronologia del seu treball. Boel segueix principalment l'estètica i la manera del seu mestre, Jan Fijt, sobretot pel que fa a les petites composicions on inclou una llebre o alguns ocells a l'aire lliure, per bé que Boel se'n diferencia mitjançant un tractament més suau i controlat de l'aplicació de la pintura. També a diferència de Dijt, la paleta de Boel mostra una preferència pels tons blavosos, rojos i roses.
A més, Boel també va revolucionar la pintura d'animals, en tant que va optar per evitar pintar a partir de models d'animals dissecats, preferint prendre les referències d'animals vius, que observava al Palau de Versalles. D'aquesta manera aconseguia un major naturalisme, que va influenciar artistes posteriors, com Jean-Baptiste Oudry o Antoine-Louis Barye. Els estudis d'animals que realitzava Boel eren emprats com a models per a l'elaboració de tapissos, que al seu torn serviren de model a altres pintors, com François Desportes. En aquest cas, Desportes copià diversos tapissos amb models de Boel i circulà l'aformació que aquestes còpies eren els originals, que Boel posteriorment emprà per a les seves obres, quan resultà que la història era just la inversa. La reputació de Boel només es veié restituïda quan es va confirmar que ell era l'autor dels originals.